# Azoyú
Azoyú è un comune del Messico, situato nello stato di Guerrero.